# Амдауи, Юссеф
Юссе́ф Амдауи́ (фр. Youssef Hamdaoui; родился 20 марта 2008, Антверпен, Бельгия) — марокканский и бельгийский футболист, полузащитник клуба «Антверпен».

## Клубная карьера
Воспитанник команды «Дёрне Пиратес», в 2016 году Амдауи присоединился к академии «Антверпена». 27 октября 2023 года подписал свой первый профессиональный контракт с клубом. 24 января 2025 года впервые попал в заявку основной команды «Антверпена» на матч Про-лиги против «Сент-Трюйдена», однако на поле не появился. 2 февраля 2025 года дебютировал в чемпионате Бельгии, выйдя на замену в матче против «Брюгге».

## Карьера в сборной
Выступал за сборные Бельгии до 15, до 16, до 17 лет, а также за сборную Марокко до 18 лет.